# Monor
Monor, in ungherese Monorfalva, è un comune della Romania di 1531 abitanti, ubicato nel distretto di Bistrița-Năsăud, nella regione storica della Transilvania.
Il comune è formato dall'unione di 2 villaggi: Gledin e Monor.